# Лузанівка (Одеса)
Лузанівка — курортний мікрорайон в Одесі. Розташований у північній частині Куяльницько-Хаджибейського пересипу (на пересипу Куяльницького лиману). Розташований по дорозі з центру міста до житлового масиву Котовського. Назва походить від прізвища генерал-майора Фоми Лузанова.

## Історія
Представник генерал-губернатора Новоросійського краю у губернаторствах Одеси, Новоросії, Криму та Кавказу, генерал-майор Фома Петрович Лузанов, отримав в дар у 1819 році від імператора 18 тисяч гектарів землі під Одесою, де заснував маєток. Прилеглі землі почали називатись від його прізвища — Лузанівкою. Крім Лузанівки генерал-майор володів половиною лиманів Куяльник і Хаджибей і 36 гектарами землі в Гагаузії.
У 1842 році був організований Грязелікувальний курорт Куяльник. Наприкінці XIX століття на пересипу Куяльницького лиману вже виникло ціле курортне містечко, де розміщувались відвідувачі куяльницьких та морських купалень.

## Діяльність промивно-пропарочної станції

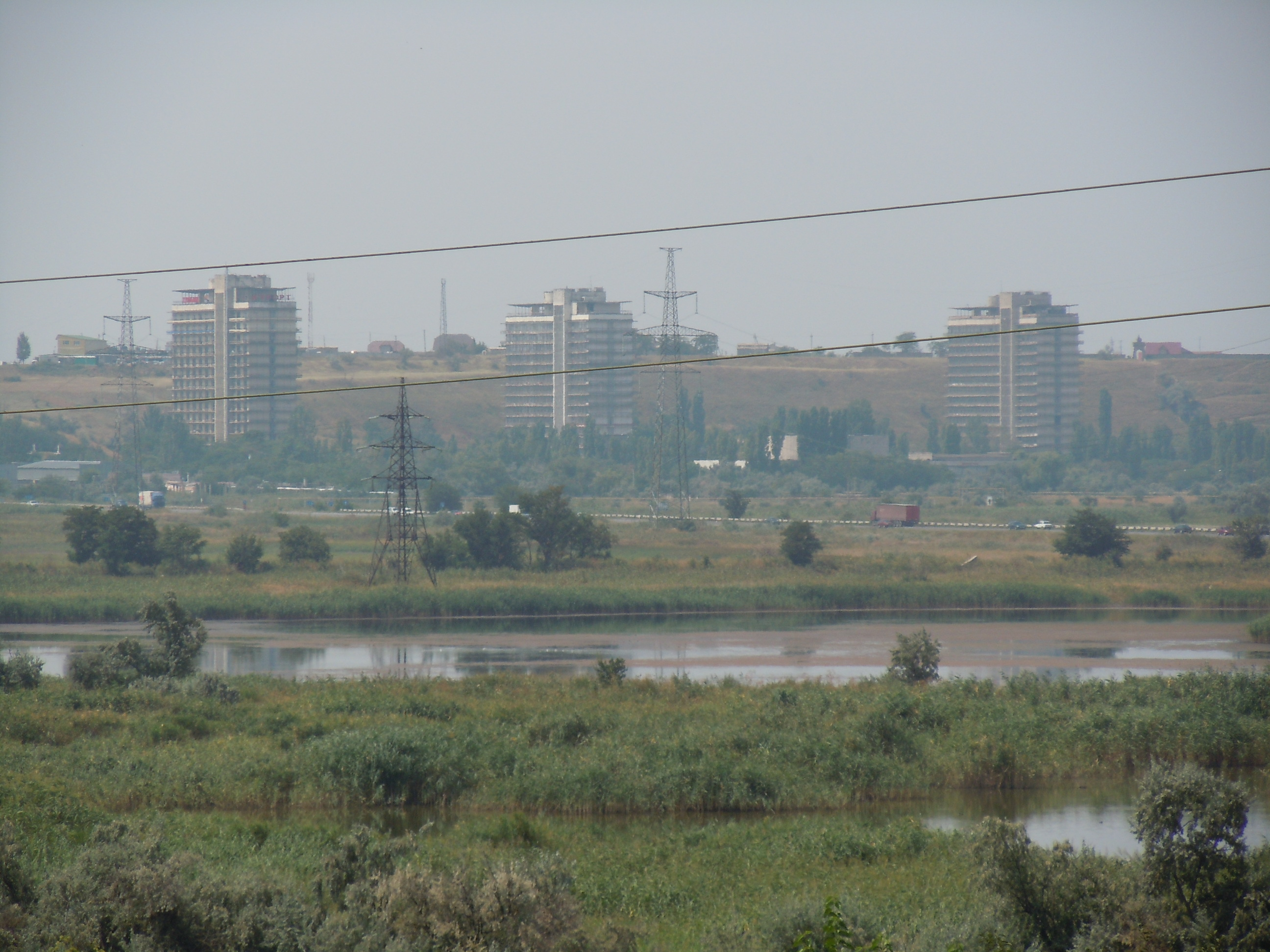
Лузанівські ставки. Краєвид на Куяльницький курорт

За довгі роки у Лузанівки, як мікрорайону, сформувався негативний імідж через діяльність промивно-пропарочної станції Одеса-Сортувальна. Її діяльність спричинила забруднення повітря токсичними речовинами, було перевищено припустимі концентрації: насиченими вуглеводнями, діоксидом сірки, сірководнем у 40, 10 і 12 разів, відповідно. Багато будинків, особливо приватні будинки в районі залізничної станції Одеса-Сортувальна, підтоплювались ґрунтовими та стічними водами, дослідження яких показало перевищення припустимої концентрації за формальдегідом, сірководнем та нафтопродуктами. Унікальний природний курорт був фактично вигублений через діяльність Радянської влади.
У 1999 році була проведена загальна експертиза екологічної ситуації в районі. У грудні 2000 року промивно-пропарочна станція була закрита. Від неї залишилося три ставки-відстійники і один ставок-випарювач, які були в свій час створені для накопичення відпрацьованої води. Загальний об'єм цих ставків — 4,5 гектара.
Протягом наступних трьох років станція була повністю ліквідована. Район ставків був перетворений на зелену зону: висаджено дерева, забруднену воду із ставків відкачали й злили у міську каналізацію. Станція Одеса-Сортувальна наразі функціонує як звичайна залізнична станція. По її периметру висаджені фруктові дерева. Таким чином промивно-пропарочна станція стала першим крупним підприємством Одеси, зачиненим з екологічних причин.

## Сучасний курорт

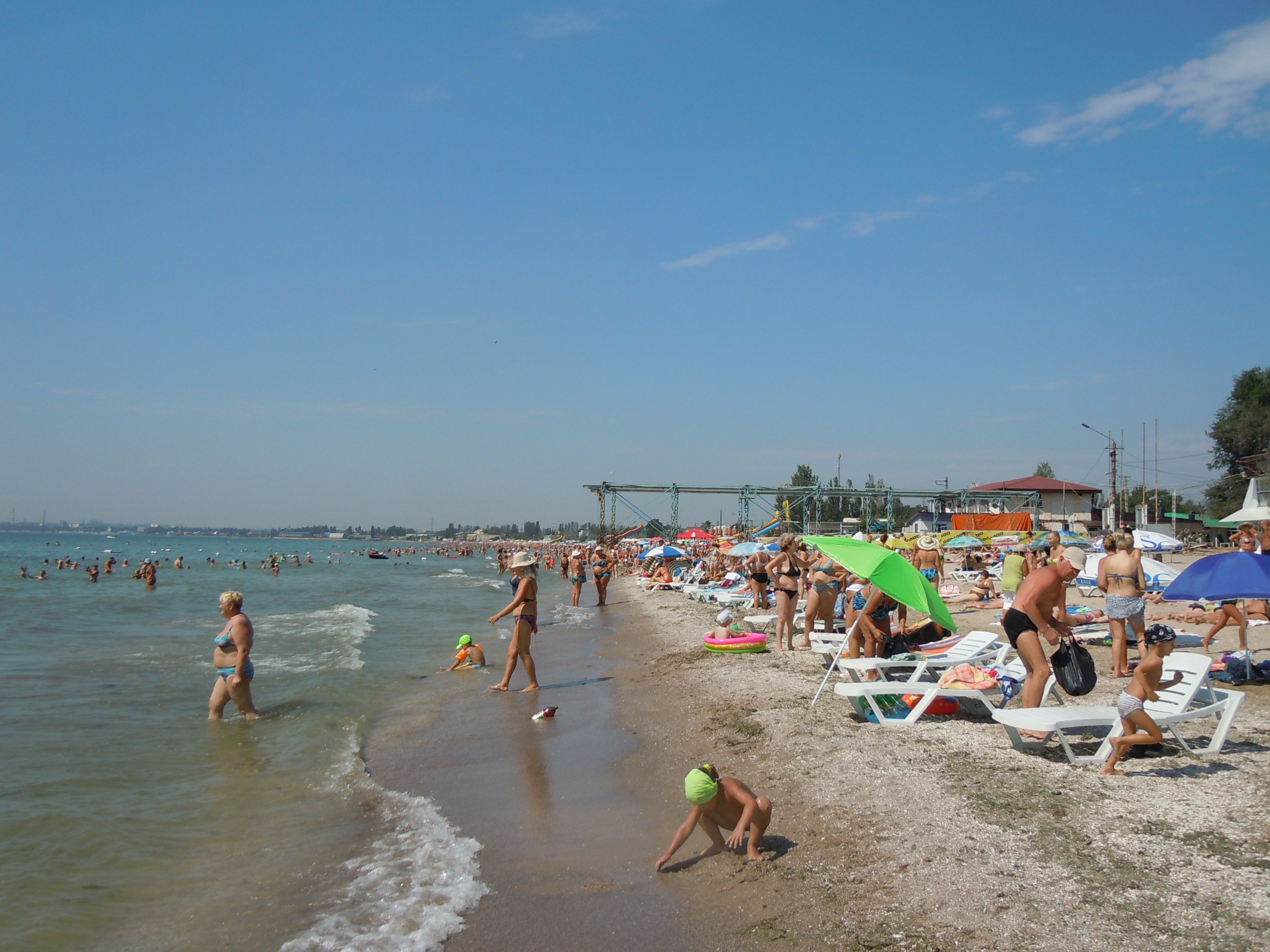
Пляж Лузаніка — єдиний природний піщаний пляж в Одесі

Лузанівка вважається найдемократичнішим серед одеських пляжів — відпочинок тут найдешевший, а територія пляжу не поділена між приватними власниками. На відміну від інших Одеських пляжів, Лузанівка — цілковито природний піщаний пляж, оскільки весь район знаходиться на природному барі, що відокремлює Куяльницький лиман від моря. Дно пляжу пологе, на пляжі присутні всі умови для відпочинку із дітьми. Вода і земля на цій ділянці узбережжя знаходиться на одному рівні. На березі є ігрові майданчики.
Тут з 1924 року розташований український дитячий центр «Молода гвардія» (до 1992 року — піонерський табір, один з найперших в Україні).
У 2011 році був проведений благоустрій місцевого Гідропарку «Лузанівка» (колишній ПК і О ім. Котовського): виділено місце для шахового клубу, створено для цього невеличкий павільйон під деревами. Для прибічників активного відпочинку створений спортивний майданчик.
В останні часи Лузанівка перетворюється на дешевшу альтернативу Аркадії. У районі з'явився центр нічного життя міста, багато дискотек та готелів економ-класу. Щорічно влітку Лузанівка перетворюється у центр збору байкерів із усієї України та інших країн.
Через Повномасштабне вторгнення росії в Україну майже одразу після 24 лютого 2022 року місцевий гідропарк та пляжі були повністю заблоковані для відвідування цивільними через загрозу ворожого десанту, а пізніше — через загрозу вибиття мін на узбережжя. Відтоді ці зони досі залишаються зачиненими. Оскільки парк та пляжі були головними і фактично єдиними визначними місцями мікрорайону, культурне життя й туризм Лузанівки прийшли у майже повний занепад після їхнього вимушеного закриття. Відповідно, чимало місцевих бізнесів були змушені також припинили свою діяльність. Майбутнє мікрорайону та питання відновлення його функціонування як курорту наразі є вкрай непередбачуваним через війну, що триває.

## Галерея

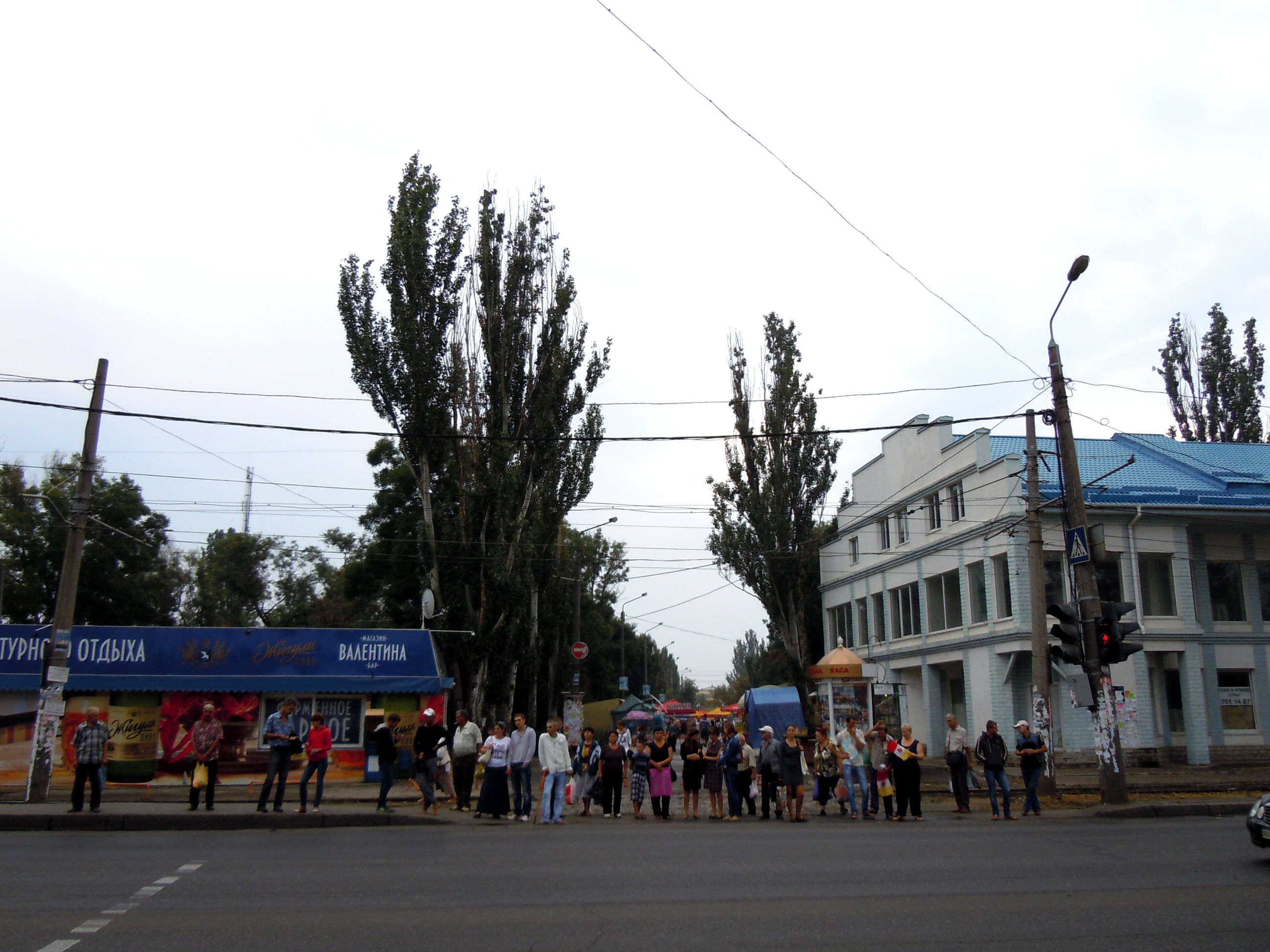
Центральний вхід до Гідропарку "Лузанівка"
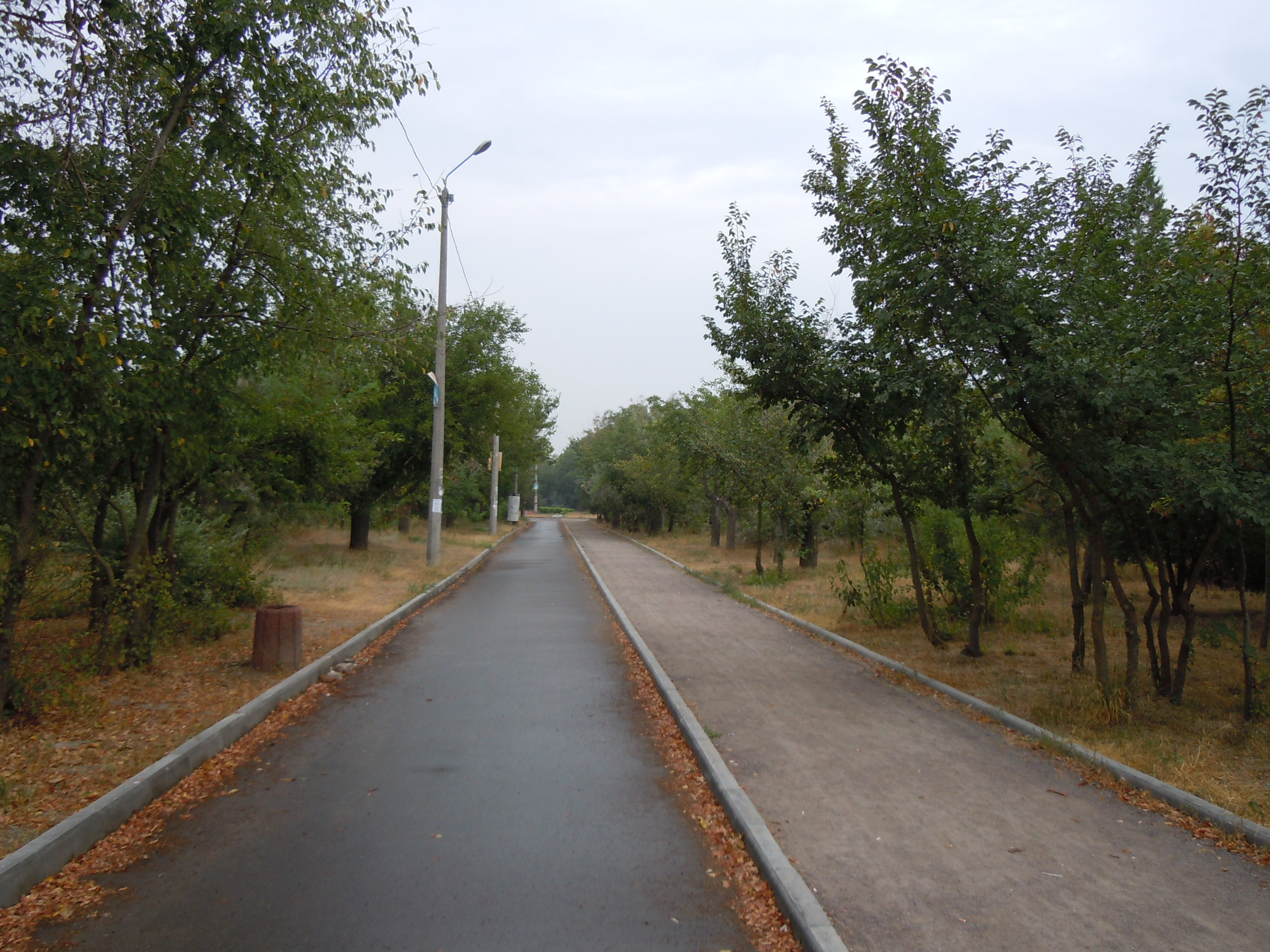
Алеї Гідропарку
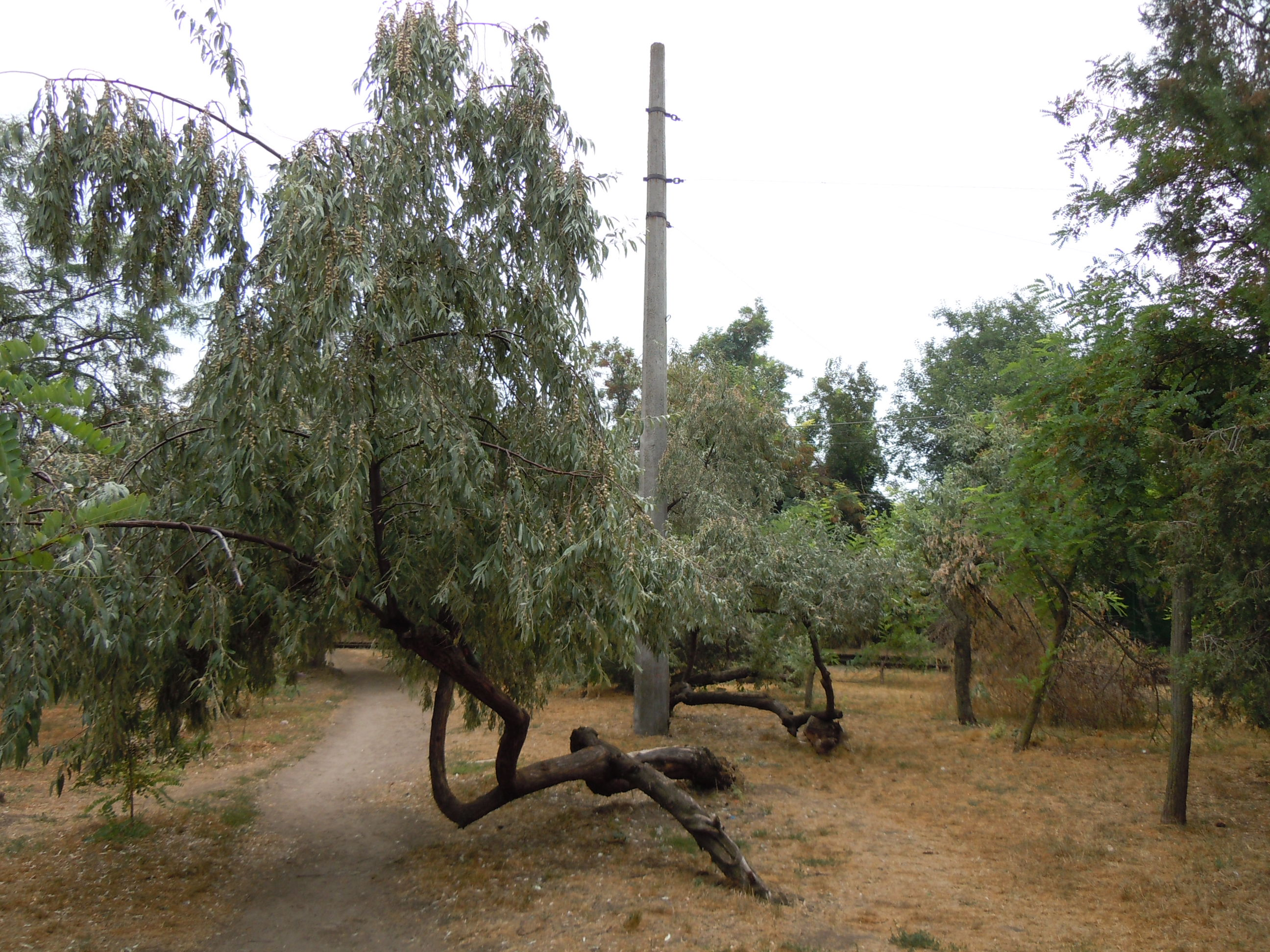
Маслинка вузьколиста (Elaeagnus angustifolia) - природна рослинність Куяльницького пересипу
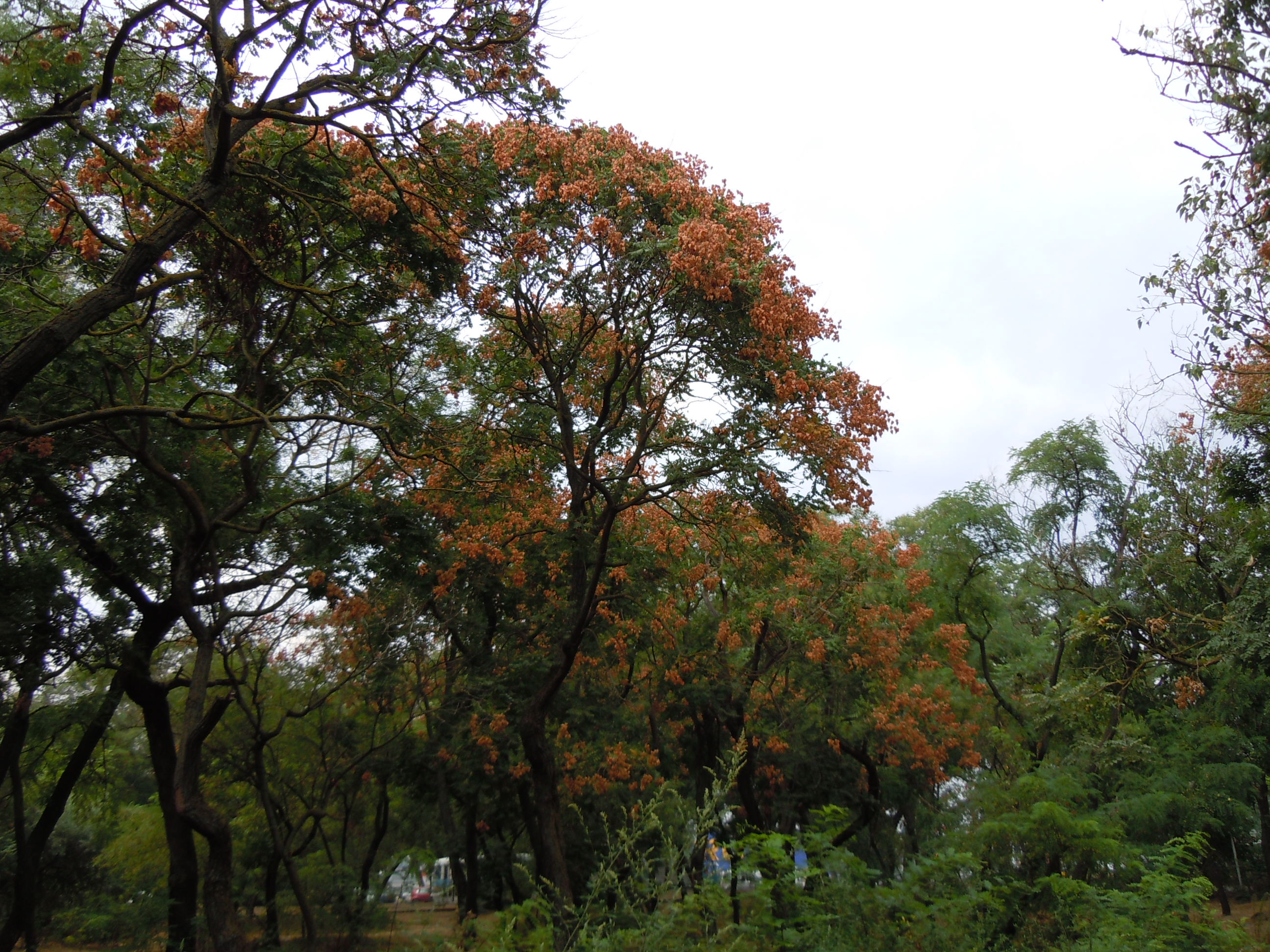
Мильне дерево (Koelreuteria paniculata) - штучні насадження
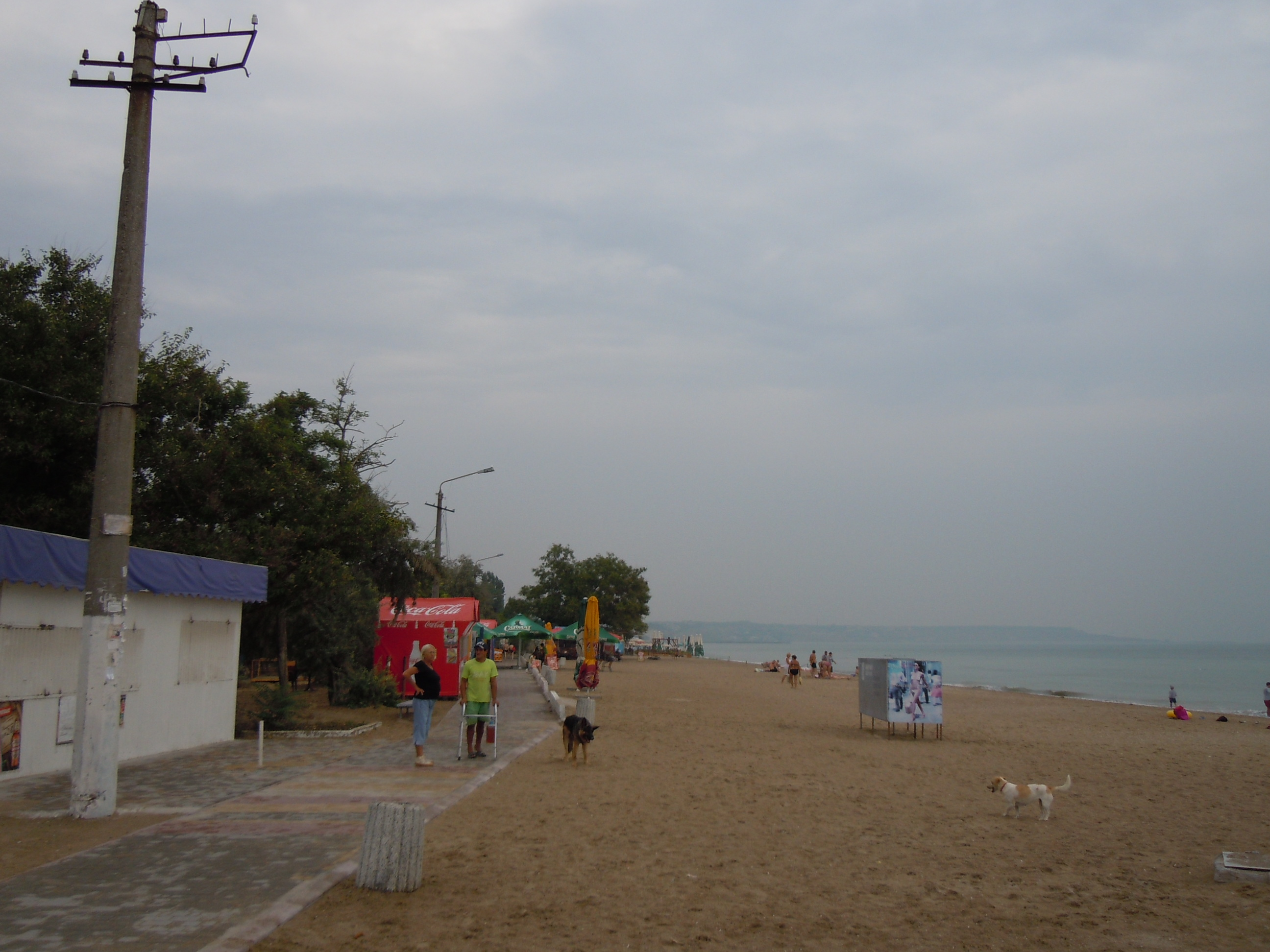
Алея вздовж пляжу
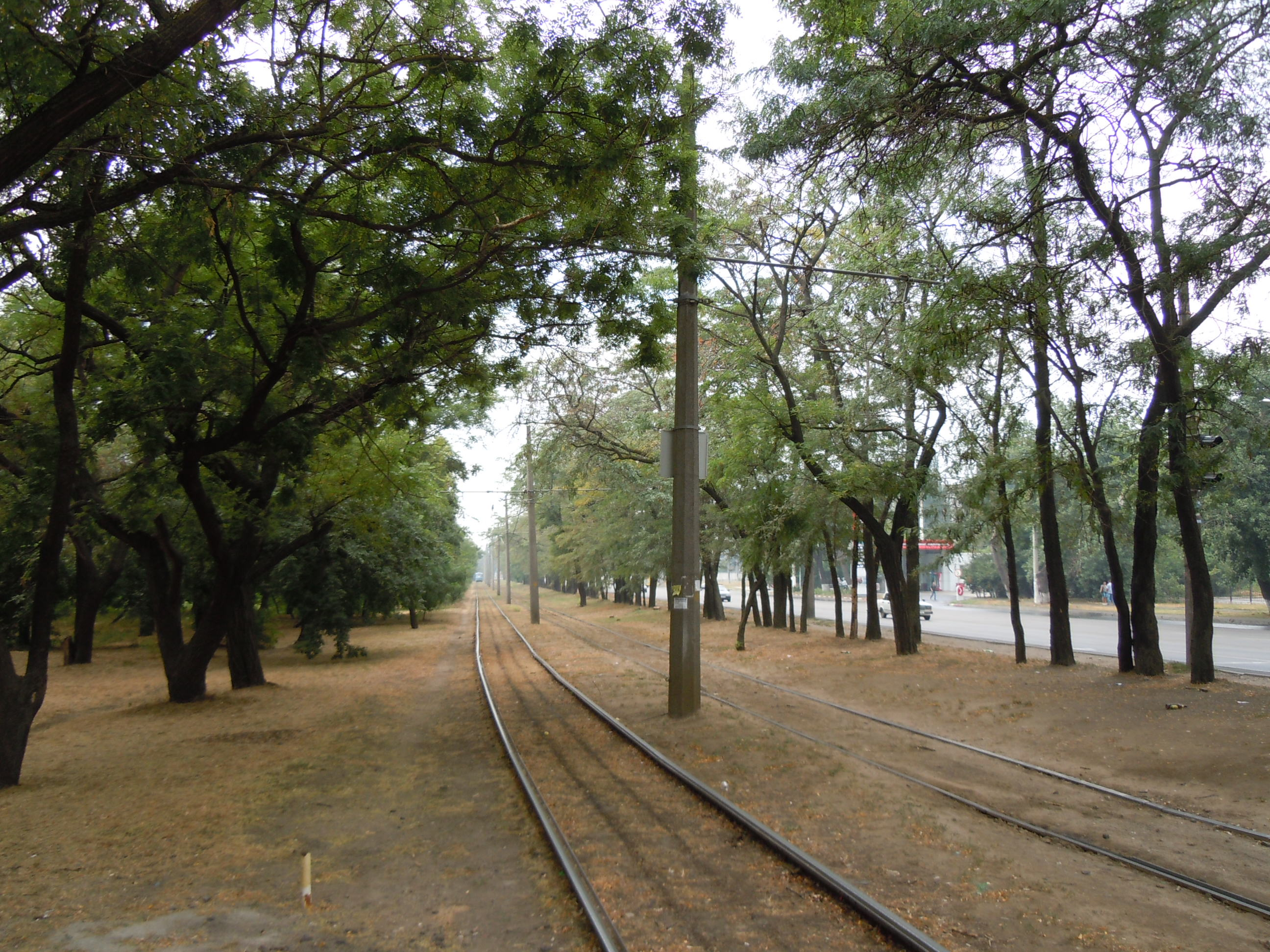
Трамвайна колія
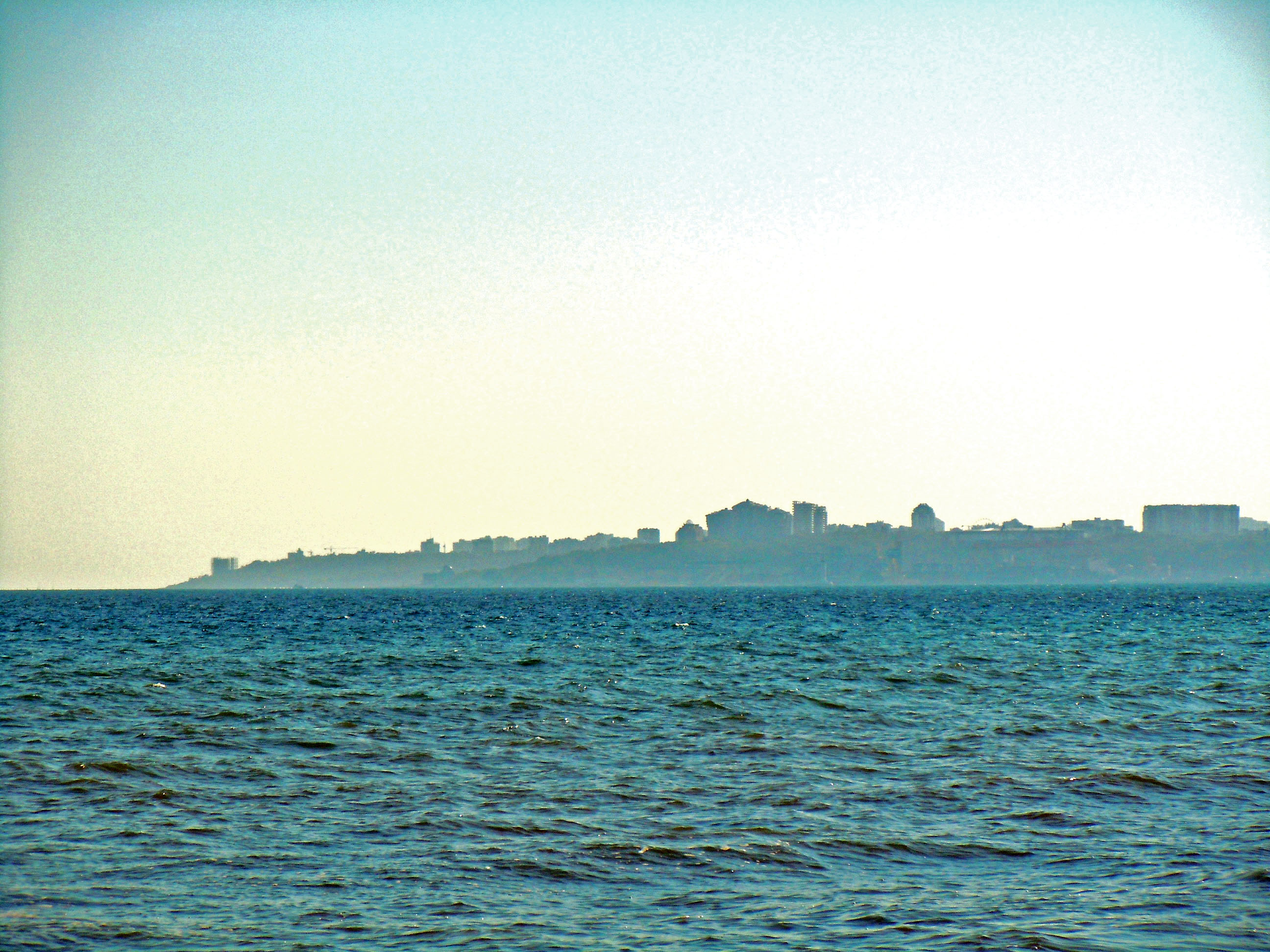
Вид на мис Ланжерон з Лузанівки
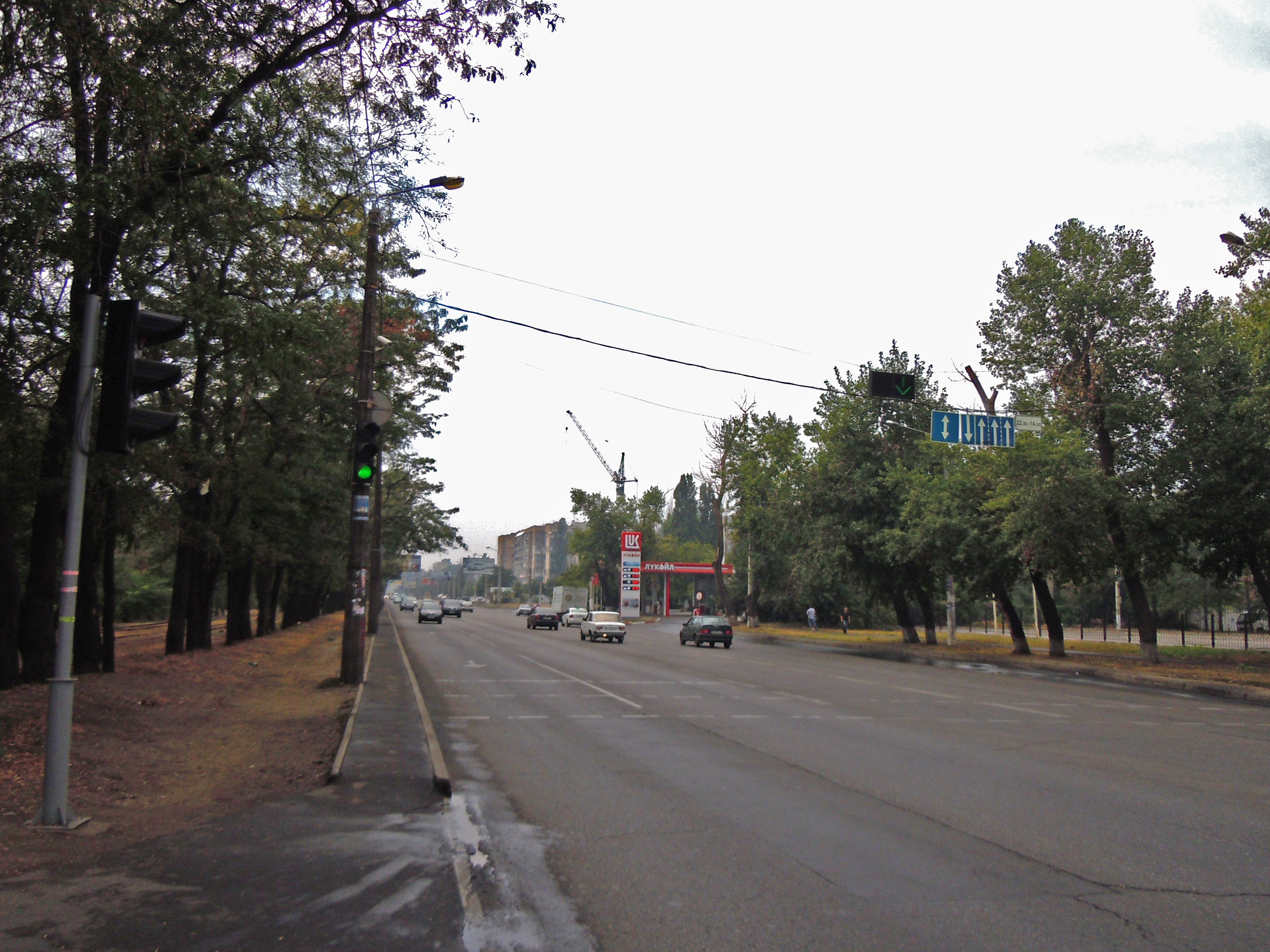
Миколаївська дорога - проходить через Лузанівку
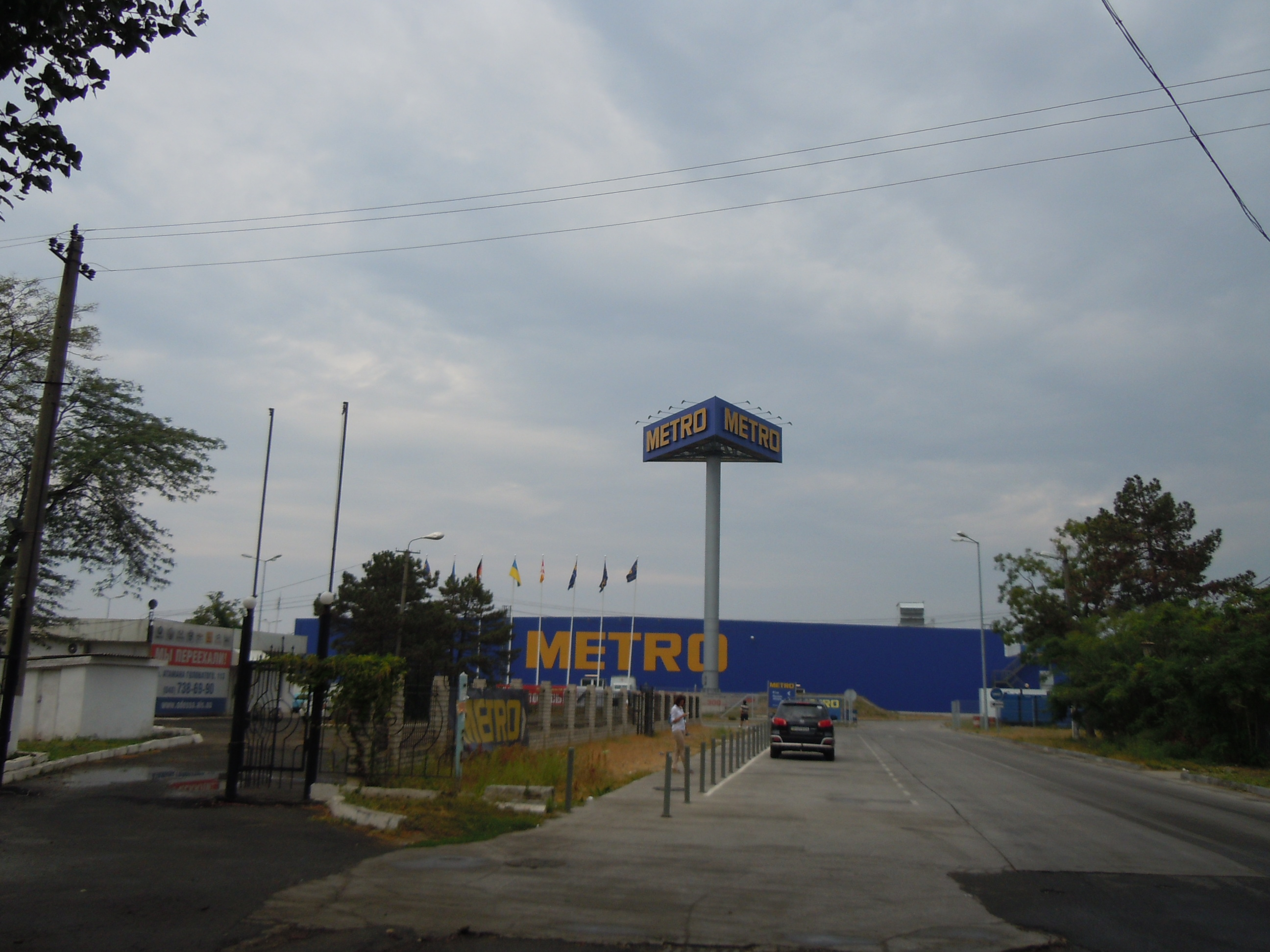
Гіпермаркет на Лузановці